# Jakob Ferdinand Schreiber

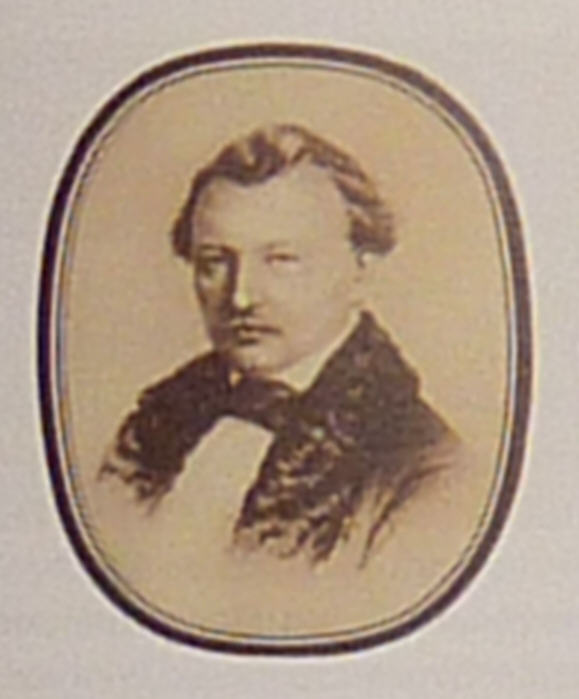
Jakob Ferdinand Schreiber

Jakob Friedrich Ferdinand Schreiber (* 6. Februar 1809 in Ulm; † 28. Oktober 1867 in Esslingen am Neckar) war ein deutscher Verleger und der Gründer des bekannten Kinderbuchverlages J. F. Schreiber.

## Leben
Als Jakob drei Jahre alt war, starben seine Eltern und er kam in das Militärwaisenhaus in Stuttgart. In der lithographischen Werkstätte Georg Ebners wurde er zum Lithographen ausgebildet.
Jakob Ferdinand Schreiber kam 1831 mit einer guten Ausbildung und 44 lithographischen Steinplatten nach Esslingen. Noch im gleichen Jahr heiratete er dort die wohlhabende Bürgerstochter Maria Karoline König und gründete eine lithographische Anstalt.
Zu Beginn wurden Kunstblätter zum Beispiel mit Teilansichten Esslingens und seiner Umgebung gedruckt. Bald jedoch entstanden Anschauungsbogen mit religiösen Motiven (so genannte Holgen) und Drucke mit naturwissenschaftlichen Inhalten für Kinder, was dem noch jungen Verlag einen großen Erfolg bescherte.
Ab 1833 wurden farbige Illustrationen für Lehrbücher angefertigt. Die ersten Kinderbücher erschienen 1840.
1864 wurde Jakob Ferdinand Schreiber von König Wilhelm I. von Württemberg oder König Karl von Württemberg die Goldene Medaille für Kunst und Wissenschaft verliehen.
Das Ehepaar Schreiber hatte zwei Kinder, Ferdinand (1835–1914) und Emma (1837–1917). Ferdinand trat 1862 in den Verlag ein und übernahm nach dem Tod des Vaters die Geschäftsleitung. 
Nach dem Tod von Maria Karoline König im Jahr 1846 heiratete Schreiber Rosa Johann Wilhelmina Bechtner. Zusammen hatten sie fünf Kinder: Rosa Pauline Karoline Schreiber (1847–1911), Emilie (1848–1912), Max (1849–1930), Ludwig (1855–1937) und Eberhard (1860–1934). Die älteste Tochter Rosa Pauline Karoline heiratete 1869 den Musiker Christian Fink. Max Schreiber übernahm die 1892 in München gegründete Niederlassung des Verlags und gab die Meggendorfer Blätter heraus.